# عقيوب (المهرة)

تعديل مصدري - تعديل

عقيوب هي إحدى قرى مديرية حات التابعة لمحافظة المهرة، بلغ تعداد سكانها 63 نسمة حسب تعداد اليمن لعام 2004.